# Toft
En toft er et udtryk for et jordlod, der er udskilt og indhegnet til den enkelte bondes bebyggelse m.m.. Ordet blev oprindeligt skrevet -topt, og er i den form indgået i talrige stednavne i Danmark, Skåne, England, på Shetlandsøerne og i Normandiet (hvor det nu om stunder skrives -tot).